# 仿單標示外使用
仿單標示外使用（英語：off-label use，也可寫為標示外使用），也称超说明书用药，指的是把藥物使用在未經核准的適應症、年齡層、劑量、或給藥途徑。處方藥和非處方藥均可作標示外使用，但大多數對這種使用的研究都集中在處方藥上。
除非有違反道德準則或是違反安全規定，標示外使用常見，而且通常都屬合法。醫療衛生提供者開立藥物，用在超出官方核准的適應症，為的是用來產生療效。例如，因為氨甲蝶呤（在台灣，學名為胺基甲基葉酸，商品名為滅殺除癌錠，及治善錠）的免疫調節作用可為各種病症提供舒緩，而被廣泛使用.。但是，標示外使用可能會有健康風險，以及產生法律責任爭議。針對藥廠本身做藥物標示外使用的市場推廣，通常被禁止。

## 使用頻率
標示外使用的情況相當普遍。通用名藥物（仿製藥，或稱學名藥）的擴展治療範圍，通常少有人會去申請核准，激勵措施僅會用在專有藥物，透過臨床試驗產生更多數據，以取得用在新適應症的核准。在所有藥物中，有多達五分之一被用於標示外使用，而在精神藥物中，標示外使用的比率則達到31％。
在美國使用抗精神病藥物的群體之中，從1995年的使用典型藥物（佔所有就診次數的84％），轉變為使用非典型藥物（即標示外使用），到2008年，這種使用比率已高達93％。非典型藥物使用已遠超過典型藥物的使用。
在2009年所做的一項研究發現，從2001年至2004年，美國有62％小兒科就診時會開立標示外使用的處方，年齡較小的兒童被開立標示外使用處方的機會更大。專科醫生也比普通小兒科醫生開出更多標示外使用處方。2003年，《兒科研究公平法案（Pediatric Research Equity Act）》通過，賦予美國食品藥品監督管理局（FDA）權力去要求藥廠，對可合理預見會臨床使用到的小兒科藥物，應對全部年齡段的兒童實施臨床試驗。據估計，在2002年至2012年之間，針對兒童所做的臨床試驗數量，已超過過去50年的總和。
在2014年，美國兒科學會針對兒童標示外使用藥物發表聲明，建議小兒科醫生"如果基於可靠的科學證據、專業判斷、或發表過的文獻，標示外的使用既非不正確，也不僅是研究性的的做法"，並且"證據，而非標示上的說明，仍是醫療從業者做出治療決定時該借鑒的標準。"聲明進一步提倡支持以及激勵對兒童藥物作臨床測試，以及不論測試結果是否為正面，均應把全部資料公佈。
在2006年發表的一項研究發現，標示外使用在抗癲癇藥物中最常見。這項研究還發現標示外使用中有73%的藥物，或者是少有，不然就是無科學的依據。
未經核准的藥物在產科中，常在默認情況下被使用，因為在2010年之前的50年中，FDA對用於產科適應症的藥物，僅核准過兩種，即催產素和前列腺素E2。這塊市場規模不夠大，而發生訴訟的風險又高，當年所發生的吡哆醇/多西拉敏（商品名Diclectin，Bendectin）案件，已清楚說明為何業者不願開發這類藥物的原因。
某些藥物在標示外的使用頻率會比使用在原始核准的適應症上的還要高。1991年美國政府問責署所做的一項研究發現，對癌症患者施用的藥物中，有三分之一是標示外使用藥物，有超過一半的癌症患者至少接受過一種這類藥物。1997年，美國企業研究院和美國癌症協會對200位癌症醫生做調查，發現他們中有60％曾經開立過標示外使用藥物的處方。在某些情況下，患者可能會認為標示外使用的藥物，其治療功效要高於原來指定的藥物。對於治療特定類型（或者是特定療程階段）的癌症，通常會使用到一種或是多種標示外使用藥物。其中一例是用三環抗抑鬱藥治療周圍神經病變疼痛。由於三環抗抑鬱藥用於治療抑鬱症時會有副作用，這類老式藥物已少用在治療抑鬱症，但是它通常可有效治療疼痛（例如前述的神經系統疾病），以及用於治療（尤其是成年人）的注意力不足過動症（ADHD）。

## 社會與文化
藥廠對於藥物的標示外使用有不少行銷的方法，但這樣的做法曾產生不少不當行銷的訴訟（請參考推廣標示外使用藥物的訴訟案件及和解清單）。其中一些訴訟已達成和解，和解金額創下世界記錄（請參考世界金額最大藥物和解案清單）。
美國政府在2017年考慮允許藥廠為推廣標示外使用而直接向消費者做廣告。支持這種做法的斯科特·戈特利布在當年被任命為FDA局長。

### 美國對於標示外使用規定
在美國，藥物一旦被核准用於特定的目的之後，醫生可根據自身的專業判斷，如果認為安全又有效，可自行開立處方做別的用途，不僅限於FDA所核准的適應症。但藥廠本身未經FDA核准，不得為任何藥物標示外使用做宣傳。藥物的市場行銷材料中必須列出針對適應症，施用藥物既安全又有效的資訊。
最常見的標示外使用情況是在舊有的通用名藥物發現新的用途，如果針對新用途而向FDA申請核准，不但程序繁複，而且費用龐大，因此少有人會去申請。但是業界通常有相當多的文獻支持這些用法。
如果有藥廠作標示外使用申請，FDA的處理方式是透過其所屬的藥品評估與研究中心，根據藥廠提出的新藥申請中提供的臨床試驗數據作審查，以確定藥物合乎特定用途或是特定適應症，如果合規，藥廠會對藥物標示上的劑量、給藥途徑、以及其他訊息文字資料提請FDA核准。更多藥物的訊息會包含在藥物包裝插頁裡面。
FDA核准藥物作處方藥用途，並會繼續透過處方藥促進辦公室（Office of Prescription Drug Promotion，OPDP）規範製藥產業對藥物的市場推廣做法。FDA本身沒權力對開立處方作規範，醫師可開立處方用藥物作標示外使用。美國和許多其他國家允許藥物作標示外使用（與流行的看法不同），包括如鴉片劑之類的管制藥物。例如，芬太尼（商品名Actiq）雖然屬於第II類管制藥物
，但經常作標示外使用。醫師可自行開立處方藥作標示外使用（例如芬太尼），但藥廠則不准對開立處方者推廣這種用途。實際上，Actiq的生產公司Cephalon在2008年9月就因非法推廣這產品而被處以罰款。根據聯邦食品、藥品和化妝品法案（FDCA）第21條，第301-97節，藥廠不得對非FDA核准適應症以外用途的藥物做直接市場推廣活動。但是，美國聯邦第二巡迴上訴法院在2012年12月裁定，根據《美國憲法第一修正案》，藥廠銷售代表宣傳標示外使用的行為受到美國言論自由的保護。此外，《1997年美國食品藥品監督管理局現代化法案》為禁止藥廠做標示外使用的市場行銷創下一個例外，允許製造商根據醫生本身的請求，而提供有關標示外使用的出版物。2004年，聯邦政府和吹哨人大衛·富蘭克林在《富蘭克林訴派克-戴維斯案》，因為當時藥廠華納-蘭伯特（華納-蘭伯特當時是派克-戴維斯的母公司，它在2000年被輝瑞合併，Parke-Davis因此成為輝瑞旗下的公司）對加巴噴丁（商品名Neurontin）作標示外市場行銷被控違反FDCA和《虛假申報法》，達成金額高達4.3億美金的和解。當年這項和解是美國藥廠史上金額最大的追償案件之一。也是美國史上第一個涉及市場行銷標示外使用的和解案
關於Amarin Corporation行銷乙基二十碳五烯酸（E-EPA，商品名Vascepa）而發生的訴訟，這個案子在2015年的法院判決，改變FDA處理藥廠行銷標示外使用的做法。E-EPA是繼Omega-3脂肪酸乙酯（葛蘭素史克在2004年獲得FDA核准，商品名Lovaza））之後，第二種被核准的魚油藥物，但市場銷售不如藥廠Amarin所預期。E-EPA和Lovaza的標示內容類似，但根據一些臨床證據，醫生會為每一公撮三酸甘油酯低於500毫克的人開立Lovaza處方。Amarin也希望針對這類群組的人推廣使用，以大幅增加收入，Amarin於2013年向FDA提出申請，但並未得到FDA核准 。2015年5月，Amarin為此對FDA提起訴訟，原因是Amarin的第一修正案權利受到侵犯，法官在2015年8月裁定FDA不能"禁止藥廠對未經核准的藥物用途進行如實（truthful）的促銷，因為這樣做會違反保護人民言論自由的權利。" 這項裁決留待FDA如何容許Amarin對他們的E-EPA產品所做的描述，FDA和Amarin在2016年3月達成協議，由Amarin提交公司的行銷資料給FDA審查，如果當事雙方對資料是否"如實"仍存有不同的意見，雙方可共同找法官作調解。最終，Amarin的申請在2019年12月13日獲得FDA的核准。

### 英國對於標示外使用的規定
英國的醫生可開立處方作標示外使用。根據醫學總會的指引，醫生這樣做的時候，必須有足夠的證據或經驗，確定使用的安全和有效性。當沒有合適的藥物符合患者的需求（或是標示外使用已被批准用作研究），開立藥物作標示外使用就被認為有其需要。

## 獸醫學
獸醫的藥典比人類醫生藥典的內容少很多。因此更有可能發生標示外使用的情形-通常，這涉及把人類藥物用在動物身上，而對應的藥物並未被核准做此用途。這情況發生在"特殊"的物種（例如爬行動物和囓齒動物）身上時，會更複雜，因為市面少有這些業經核准的藥物存在。另外，特別是在歐洲，獸醫在對馬作治療時，會被迫用人類藥物作標示外用途，因為馬被歸類為“食用動物”，而許多獸醫用藥被明確標記不得用於食用動物。
美國《1994年動物藥物使用澄清法》（美國公法（Public Law 103-396））允許這種標示外使用的做法。FDA明確禁止在食用動物身上超標使用多種抗生素、消炎藥、和激素。FDA還對添加在食用動物飼料中的獸用藥物作嚴格控制。

## 外部連結
- Article about the Bioethics of off-label prescribing.
- Recent FDA proposal to loosen off-label marketing restrictions.（页面存档备份，存于）